# روجر مونتجومري
روجر مونتجومري (بالإنجليزية: Roger Montgomery)‏ هو مهندس معماري أمريكي، ولد في 1925، وتوفي في 2003 بسبب سرطان.